# Дичков (Тернопольская область)
Дичков (укр. Дичків) — село в Великогаевской сельской общине Тернопольского района Тернопольской области Украины.
Население по переписи 2001 года составляло 738 человек. Почтовый индекс — 47738. Телефонный код — 352.